# Quốc kỳ Niger

Quốc kỳ Niger

Quốc kỳ Niger (tiếng Pháp: Drapeau du Niger) có ba vạch ngang, theo thứ tự: trên cùng là  cam, ở giữa là trắng, và dưới cùng xanh lá cây. Ở giữa lá cờ có một vòng tròn màu cam. 